# Luis Villalobos
Pour les articles homonymes, voir Villalobos.
Villalobos  Hernández est un nom espagnol. Le premier nom de famille, en général paternel, est Villalobos ; le second, en général maternel, souvent omis, est Hernández.
Luis Ricardo Villalobos Hernández, né le 26 juin 1998, est un coureur cycliste mexicain.

## Biographie
Villalobos rejoint l'équipe continentale américaine Aevolo en 2017. Il reste dans la formation jusqu'en août 2019. Il signe ensuite un contrat de trois ans (jusqu'en 2021) avec l'équipe World Tour EF Education First-Drapac de Jonathan Vaughters.
Il est double Champion du Mexique du contre-la-montre en 2018 et 2019. En 2018, il termine quatrième d'une étape et huitième au classement général du Tour de l'Utah, où il termine meilleur jeune. En mai 2019, il termine troisième de la Winston-Salem Cycling Classic.
Le 18 mai 2020, l'Union cycliste internationale annonce qu'il est provisoirement suspendu. Il a été contrôlé positif hors compétition le 25 avril 2019 au GHRP-6, une hormone de croissance alors qu'il était membre de l'équipe continentale Aevolo. L'équipe EF Pro Cycling suspend le coureur et regrette d'avoir appris l'existence du contrôle positif plus d'un an après le test, ce qui lui aurait permis d'éviter d'engager Villalobos. Il est finalement suspendu 4 ans, soit jusqu'au 17 mai 2024.

## Palmarès sur route

### Par années
- 2013
  -  Champion du Mexique sur route cadets
  -  Champion du Mexique du contre-la-montre cadets
- 2015
  -  Champion panaméricain sur route juniors
  -  Champion du Mexique sur route juniors
  -  Champion du Mexique du contre-la-montre juniors
- 2016
  -  Champion panaméricain du contre-la-montre juniors
  -  Champion du Mexique sur route juniors
  -  Champion du Mexique du contre-la-montre juniors
  - 2e étape du Sint-Martinusprijs Kontich
  -  Médaillé d'argent du championnat panaméricain sur route juniors
  - 2e du Tour de Basse-Saxe juniors
  - 2e du Sint-Martinusprijs Kontich
- 2017
  - 2e du championnat du Mexique du contre-la-montre
  - 2e du championnat du Mexique sur route espoirs
- 2018
  -  Champion du Mexique du contre-la-montre
  - Clásica Lunes del Cerro :
    - Classement général
    - 1re et 2e étapes
- 2019
  -  Champion du Mexique du contre-la-montre
  - 3e de la Winston-Salem Cycling Classic
- 2024
  - Tour Daysa :
    - Classement général
    - 1re étape (contre-la-montre)
- 2025
  - 2e étape de la Clásica Lunes del Cerro

### Classements mondiaux
| Année            | 2017 |
| ---------------- | ---- |
| UCI America Tour | 334e |

## Palmarès sur piste

### Championnats panaméricains
- 2015
  -  Médaillé d'argent de la poursuite par équipes juniors
  -  Médaillé d'argent de l'américaine juniors
  -  Médaillé de bronze de la poursuite juniors
  -  Médaillé de bronze de la course aux points juniors
- Aguascalientes 2018
  -  Médaillé de bronze de la poursuite individuelle

### Championnats nationaux
- 2019
  - 2e du championnat du Mexique de poursuite par équipes